# 阿布·贝克尔·巴格达迪
易卜拉欣·阿瓦德·易卜拉欣·阿里·穆罕默德·巴德里·薩瑪拉·阿布·貝克爾·巴格達迪（阿拉伯语：إبراهيم عواد إبراهيم علي محمد البدري السامرائي أبو بكر البغدادي；1971年7月28日—2019年10月27日），又被称作阿布·貝克爾·巴格達迪、易卜拉欣哈里發或阿布·杜阿，伊斯蘭神學學者，極端伊斯蘭恐怖主義組織“伊斯蘭國”（ISIS）的最高領導人，并自封为“伊斯兰国”的“哈里发”。被欧美和中东大部分国家列为頭號恐怖分子。
伊斯蘭國在2013年4月8日通过巴格达迪起草的一份声明宣布成立。他成功地组建了伊斯兰国，为蓋達組織的分支，之后其脱离蓋達組織自立。2011年10月4日美国政府把他列为全球首级恐怖分子并悬赏1,000万美元击毙或抓捕，其悬赏金仅次于蓋達组织首领艾曼·扎瓦希里（2,500万美元）。
2014年6月29日「伊斯兰国」宣佈建國，巴格达迪自封為哈里發並改用本名易卜拉欣，自稱「易卜拉欣哈里發」。然而他的稱號不受大部分穆斯林承認。塔利班亦不承认其“哈里发”的地位，称他为“伪哈里发”。参加行动的三角洲队员跟相关人员媒体屡次传出巴格达迪被炸死或炸伤的消息，但均未获得证实。2019年10月27日，美國福斯新聞快訊報導，巴格達迪死於美方在敘利亞西北部城市伊德利卜的行動中，隨後美國政府證實此訊息。不久伊斯蘭國亦承認巴格達迪之死，並宣布新任哈里發由阿布·易卜拉欣·哈希米·库雷希接任。

## 生平
出生于伊拉克的萨迈拉附近。曾经就读于伊拉克郊区阿宰米耶伊斯兰学大学，获伊斯兰学硕士学位和博士学位。
2003年美国入侵伊拉克的时候，他在一个清真寺当阿訇。根据美国国防部记录，巴格达迪在美国入侵伊拉克期间于2004年2月被美军以平民被拘留者的身分扣留拘押在布卡营；2004年12月初因为没有审查出他有犯罪前科被关押的记录，他被“无条件释放”。
2010年一位前萨达姆军队的将军将巴格达迪介绍给刚刚失去首脑（阿布·奧馬爾·巴格達迪、阿布·艾尤卜·马斯里）的伊拉克伊斯兰国（ISI）。2013年巴格达迪合并了伊拉克境内多个伊斯兰组织，成立伊拉克和沙姆伊斯蘭國（Islamic State of Iraq and al-Sham，简称ISIS）。
在阿拉伯之冬发生之后，伊拉克和沙姆伊斯蘭國的势力渐渐强大，逐渐占据了叙利亚和伊拉克的大量领土，以拉卡为其“首都”。2014年6月29日巴格达迪宣布将“伊拉克和沙姆”字样舍去，直接称为“伊斯兰国”（The Islamic State，简称IS），巴格达迪也恢复自己的本名“易卜拉欣”，自称哈里发。不过他的声称没有得到任何一个阿拉伯国家的承认，其他聖戰組織如阿爾蓋達及塔利班亦不承认其合法性。

### 下落之謎
巴格达迪曾数次被报导被炸死或炸伤，但均未获得证实。
2015年10月11日，伊拉克军方声称巴格达迪前往伊拉克安巴尔省与叙利亚交界一带的卡尔巴拉镇参加“伊斯兰国”的高层会议，遭到伊拉克军队的空袭。不少高层官员被炸死，巴格达迪本人则生死不明。12月11日又有报导称，巴格达迪被炸伤后被送往拉卡紧急治疗，脱离了生命危险。但因医疗设备不足，又被送往土耳其就医，并躲避了美国和伊拉克的情报人员，辗转来到利比亚的苏尔特。12月27日巴格達迪發布一段談話錄音，揚言要對以色列發動攻擊。
2016年6月14日，英国《每日镜报》报导巴格达迪可能于两天前在一次美军领导的空袭中於拉卡重伤而亡，不过这一消息並未經美國官方證實。
2016年11月2日，“伊斯兰国”发表巴格达迪本人的音频，鼓舞“伊斯兰国”武装分子防御摩苏尔，并宣称“伊斯兰国”应该同什叶派、阿拉维派做斗争，开始与沙特阿拉伯、土耳其以及更远的国家战斗，并要在利比亚制造更多烈士。
2017年6月11日，叙利亚国家电视台宣称巴格达迪被美军炸死。6月16日，俄罗斯媒体报导則称巴格达迪可能在俄空军于5月28日对拉卡的一次空袭中身亡；美国媒体对此表示怀疑，指出此报导缺乏独立证据。6月23日，俄国政治人物Viktor Ozerov宣称巴格达迪之死已经“100%确认”。伊朗随后证实了俄方的说法，称巴格达迪死于一场空袭。6月29日，伊朗的官方媒体伊朗伊斯兰共和国通讯社发表文章，援引最高领袖哈梅内伊的话称巴格达迪“确定死亡”，但该通讯社随后更新了此文并删除了该句。
2017年7月11日，伊拉克苏马里亚电视台在其网站上称，“伊斯兰国”在泰勒阿费尔发布简短声明称巴格达迪已经死亡。叙利亚人权观察组织宣称其死亡为确切消息。美国国防部表示正在尝试确认关于他死亡的最新报道。
2017年12月，土耳其報紙《葉尼薩法克報》（Yeni Safak）報導稱，巴格達迪與其他7名IS核心人士在伊拉克遭到美軍生擒，被關押在敘利亞北部的一座美軍基地，但該消息並未被證實。
2018年8月22日，据美國之音報導，“伊斯兰国”公布了据稱是巴格达迪的54分钟讲话。巴格达迪在讲话中祝贺宰牲節，敦促“伊斯兰国”的支持者不要放弃。他还对支持者说，正在崩溃的是美国，而不是“伊斯兰国”。除此之外，他還提到了美国与土耳其有关安德鲁·布伦森牧师的争端，以及“伊斯兰国”与叙利亚武装的交战情况。美国军方和情报界官员并未确认讲话者是否是巴格达迪。
2019年4月29日，“伊斯兰国”旗下媒體《標竿網》（Al-Furqan Network）公布巴格達迪的影片，推估拍攝時間於4月11至15日。巴格達迪在影片中承認伊斯兰国在叙利亚战事受挫，威胁发动更多“报复行动”。

### 自爆身亡
2019年10月27日，时任美國總統唐納·川普召開記者會宣佈巴格達迪死於美軍空襲敘利亞伊德利卜的行動；當時巴格達迪帶著兩個孩子於地道中引爆自殺炸彈的背心身亡，其兩名妻子則在交火中身亡。隨後巴格達迪的屍體由美方秘密海葬。然而有聯合國高階官員表示因缺乏證據仍無法確認巴格達迪的死訊。10月31日，伊斯蘭國發佈錄音證實其死訊，並揚言向美國及所有背叛者報復。同時巴格達迪至少十位以上家屬被土耳其方面抓獲。關在敘利亞戰俘營中的伊斯蘭國被俘人員對於巴格達迪的死訊分成兩種不同反應：一部份對哈里發國早已幻滅的「前任聖戰士」紛紛唱跳狂歡、詛咒巴格達迪「終於要下地獄」；但另一部分死忠從眾則沈默地不發一語，還有些人堅持不願相信「異教徒的假新聞」。